# Francesca de Castellnou
Francesca de Castellnou (ca. 1280 – 1335) va ser baronessa de Santa Coloma de Queralt i senyora de Ceret, esposa de Pere de Queralt i d’Anglesola.
No hi ha consens sobre els progenitors de Francesca. Segons Pere Ponsich, va ser filla de Jaspert V de Castellnou i Galceranda de Narbona; en canvi, Armand de Fluvià considera que els seus pares foren el mateix Jaspert i Alamanda de Rocabertí i Desfar.
Promesa amb Pere de Fonollet, va cancel·lar el matrimoni pel suport de la família del nuvi, els vescomtes d'Illa, a Jaume II de Mallorca, en l'enfrontament que aquest mantenia amb Pere el Gran. Vers 1302 es casa amb Pere de Queralt i d'Anglesola, aportant 10.000 sous com a dot.
El 1323, en morir Pere a la guerra de Sardenya, Jaume II l'indemnitza amb 2.000 morabatins, així com la jurisdicció de Sant Gallard al seu fill Guillem.
Durant els anys que exerceix com a usufructuària de la baronia, es viu una gran febre religiosa. Així, es funda l’hospital i la confraria de la Santa Creu (1327), s'inicien les obres per convertir l'església romànica en un monument gòtic (1331), i els mercedaris adquireixen definitivament Santa Maria de Bell-lloc (1335).
El 1327 confirma importants privilegis a la comunitat jueva de Santa Coloma en aspectes polítics, econòmics, religiosos i judicials.